# سعید امامی
سعید امامی یا سعید اسلامی (۲۴ دی ۱۳۳۶ – ۲۹ خرداد ۱۳۷۸) مأمور بلندپایهٔ وزارت اطلاعات جمهوری اسلامی ایران و از معاونین علی فلاحیان در زمان وزارتش بود. او عامل اصلی قتل‌های زنجیره‌ای در دهۀ ۱۳۷۰ دانسته می‌شود؛ هرچند که برخی، از جمله روح‌الله حسینیان، در صحت آن تردید کرده‌اند و قتل‌ها را منتسب به جناح اصلاح‌طلبان می‌کنند.
وی پس از روی کار آمدن دولت سید محمد خاتمی و در دوران وزارت قربانعلی دری نجف‌آبادی از مقام خود برکنار شد و به مقام مشاور تنزل یافت. او در پیشینهٔ خود ۷ سال معاونت امنیتی وزارت اطلاعات را دارد. او پس از فاش‌شدن قتل‌های زنجیره‌ای زندانی شد و بنا بر اعلام منابع رسمی در زندان با خوردن داروی نظافت خودش را کشت. اصلاح‌طلبان، علی فلاحیان، روح‌الله حسینیان و عبدالله شهبازی هر کدام به دلیلی در ادعای خودکشی او تردید کرده‌اند.

## زندگی نخستین
سعید امامی در سال ۱۳۳۶ در شیراز به دنیا آمد. سعید اسلامی نام دیگری است که توسط او استفاده می‌شد.
سعید امامی در جوانی و پس از گرفتن دیپلم ریاضی در زمان سلطنت محمدرضا پهلوی و با دریافت بورس تحصیلی به ایالات متحده آمریکا رفت و با مدرک مهندسی هوافضا از دانشگاه اوکلاهاما دانش‌آموخته شد. او مدتی کارمند دفتر حفاظت منافع جمهوری اسلامی در واشینگتن دی.سی بوده است. 
امامی، واسطه خرید تجهیزات کامپیوتری شنود به دستور علی فلاحیان در آمریکا بود و در پی به سرانجام رساندن این ماموریت، پس از بازگشت به ایران به استخدام وزارت اطلاعات جمهوری اسلامی ایران درآمد.

### روابط با مقامات عالی‌رتبه
همسر سعید امامی، فهیمه دری نوگورانی در گفتگو با مرکز اسناد انقلاب اسلامی ادعا کرد که در اواخر سال ۶۹ سعید امامی خانواده سیدعلی خامنه‌ای را برای کاری به لندن برده و دو ماه تمام با این خانواده زندگی کرده‌است.

علاوه براین همسر امامی از علاقه مجتبی خامنه‌ای به سعید امامی یاد کرد و گفت: 
خود آقا مجتبی پسر آقا (داماد آقای حداد عادل) و مادر خانمشان شیفته اخلاق سعید شده بودند که حتی تا قبل از دستگیری سعید هم مرتباً خود آقا مجتبی زنگ می‌زد به سعید که چرا نمی‌آیی و با ما رفت‌وآمد نمی‌کنی؟

## وزارت اطلاعات
مسئولیت مصاحبه و گزینش سعید امامی در زمان سفر او به تهران به سعید حجاریان سپرده شد بود حجاریان در این باره گفته‌است که پس از مصاحبه با سعید امامی به این نتیجه رسیده که وزارت اطلاعات باید از سعید امامی تنها به عنوان منبع یک طرفه استفاده کند و او را نباید به سمت‌های حساس در این وزارتخانه منصوب کنند.
امامی پس از استخدام در وزارت اطلاعات توانست جایگاه مهمی برای خود پیدا کند. او با داشتن گذرنامه دیپلماتیک به همراه علی‌اکبر ولایتی برای شرکت در مجمع عمومی سازمان ملل به نیویورک رفت. در دوران ریاست علی فلاحیان بر وزارت اطلاعات در دو دولت هاشمی رفسنجانی، فلاحیان امامی را به عنوان معاون امنیتی وزارت اطلاعات برگزید.

### موضع‌گیری‌ها

#### سخنرانی در دانشگاه همدان
سال ۱۳۷۴ سعید امامی طی سخنرانی در دانشگاه همدان می‌گوید که «… تهاجم فرهنگی در حال حاضر ریشه‌ها را نشانه گرفته‌است. ما دلایل بزرگی برای این حرف داریم. علت اصلی گسترش آن، وحشت از اسلام است. تفکراتی که ما با آن روبرو هستیم عبارتند از: ۱- تفکرات لائیسم. ۲- تفکرات مسیحیت. ۳- تفکرات اسلام آمریکایی. ۴- تفکرات یهودیت. منافقین، اسلامشان آمریکایی است. آنها می‌خواهند ریشه آخوند را بزنند. تفکر لائیسم می‌خواهد بنیان فکری ما را به هم بزند.» در این سخنرانی، سعید امامی به افرادی همچون، داریوش فروهر، فرج سرکوهی، احسان یارشاطر، داریوش شایگان، عبدالکریم سروش، عباس معروفی، سعیدی سیرجانی و چند نفر دیگر اشاره می‌کند.
وی همچنین در همین سخنرانی، کشتار شش میلیون یهودی در هولوکاست را غیرواقعی و دروغ خواند. وی گفت که «دوستان نازیست و نئونازیستش» به او گفته‌اند که تعداد کشته شدگان یهودی نهایتاً ۲۵۰ هزار نفر بوده‌است.

#### دربارهٔ دراویش گنابادی
سعید امامی سال ۱۳۷۵ در سمت معاونت وزارت اطلاعات جمهوری اسلامی، در یکی از سخنرانی‌هایش سوءظن حکومت به دراویش گنابادی و قصد نهادهای اطلاعاتی برای برخورد با آنان را نشان داد. او از دراویش به عنوان یکی از گروهک‌های چهارگانهٔ خطرناک برای نظام نام برده بود که از تفکرات وحشتناک برخوردارند، دارند رشد می‌کنند و به گفتهٔ وزارت اطلاعات در آن زمان عده‌ای از آنان را به همین دلیل دستگیر کردند.

#### نامه محرمانه
سعید امامی شانزدهم مهر ۱۳۷۷ کمتر از یک ماه و نیم قبل از دور تازه قتل‌های زنجیره ای در پاییز ۱۳۷۷، در نامه‌ای به «مقام محترم وزارت» که بعدها در روزنامه سلام منتشر شد از محمد مختاری که کمتر از دو ماه بعد در جریان قتل‌های زنجیره ای کشته شد، نام برد و خطاب به دری نجف آبادی نوشت «فعالیت گسترده عناصری نظیر گلشیری، چهل تن، دولت‌آبادی، مختاری … برای مطرح نمودن کانون و ایجاد وجهه و پشتیبانی جهانی برای آن، مشکلات امنیتی را برای جمهوری اسلامی ایران و به‌خصوص وزارت به دنبال خواهد داشت.» روزنامهٔ سلام به دلیل انتشار این نامهٔ محرمانه تعطیل گشت که این نیز منجر به وقایع هجده تیر ۱۳۷۸ شد.

### اقدامات

#### قتل شاپور بختیار
با قتل شاپور بختیار، عبدالرحمن برومند، و سروش کتیبه توسط مأموران وزارت اطلاعات و در پی آن لغو سفر فرانسوا میتران به ایران، روابط دو کشور به شدت تیره شد. امامی در بلژیک به همراه اسلحه و مهمات دستگیر شد. هاشمی رفسنجانی تنها به توبیخ امامی بسنده کرد و او در معاونت وزارت اطلاعات باقی ماند. در دولت نخست خاتمی نیز به عنوان مشاور در وزارت اطلاعات به ریاست دری نجف‌آبادی حضور داشت.

#### برنامه هویت
در سال ۱۳۷۵، سعید امامی سفارش‌دهنده و همچنین همراه با حسین شریعتمداری به عنوان تهیه کنندهٔ برنامه ای به نام «هویت» بودند که در آن به صراحت بسیاری از روشنفکران و فعالان سیاسی و فرهنگی، از جمله عبدالحسین زرین‌کوب، هوشنگ گلشیری، داریوش شایگان، محمدعلی اسلامی ندوشن، محمدجعفر محجوب، احمد شاملو، ایرج افشار، داریوش آشوری، باقر پرهام، سید حسین نصر و بسیاری دیگر را به عنوان تئوریسین‌ها و مجریان تهاجم فرهنگی و شبیخون فرهنگی غربی و خائن به کشور یاد می‌شدند. به علاوه در این برنامه اعترافات تلویزیونی که از سعیدی سیرجانی، عزت‌الله سحابی، غلامحسین میرزاصالح در زندان ضبط شده بود نیز پخش و تحلیل‌های مورد نظر مقامات دولتی لابلای آن گنجانده می‌شد. عزت‌الله سحابی فیلم‌های گرفته شدهٔ اعترافات را پس از ماه‌ها حبس و شکنجه خود و سایر زندانیان می‌داند. سعیدی سیرجانی نیز یکی از اعتراف کنندگان در این برنامه بود که در زندان به دلایل نامشخصی درگذشت. بسیاری او را یکی از قربانیان قتل‌های زنجیره ای می‌دانند که توسط تیم سعید امامی در زندان با استفاده از کپسول پتاسیم کشته شده‌است.

#### محدودیت برای مطبوعات
روزنامهٔ سلام در ۱۵ تیر ۱۳۷۸ نامه‌ای از سعید امامی را منتشر ساخت که وی خواستار اعمال محدودیت بیشتر برای نویسندگان و مترجمان شده بود. وی این نامه را در ۱۶ مهر ۱۳۷۷ اندکی پیش از آغاز دور تازه قتل‌های زنجیره‌ای، خطاب به «مقام محترم وزارت» نگاشته بود. سعید امامی همچنین خواستار ایجاد شرایطی شده بود که نویسندگان نیز پیرامون مطالب منتشره در نشریات (به همراه مدیر مسئول) پاسخگو باشند. او در این نامه به ویژه از چند نویسنده متهم به ایجاد مشکلات امنیتی از جمله محمد مختاری از قربانیان قتل‌های زنجیره‌ای نام می‌برد. در پی چاپ این نامه، دادگاه ویژه روحانیت روزنامه سلام را توقیف کرد.

### قتل‌های زنجیره‌ای

#### نقش سعید امامی در قتل‌های زنجیره‌ای
او در زمان وقوع قتل‌های زنجیره‌ای ایران در وزارت اطلاعات مشاور بود. در اطلاعیهٔ وزارت اطلاعات در تاریخ ۱۵ دی ۱۳۷۷ آمده‌است گروهی از اعضای وزارت اطلاعات مسئول قتل‌های زنجیره‌ای بوده‌اند و او یکی از آنان بود. سعید امامی پنجم بهمن ماه سال ۷۷ بازداشت شد ولی نام او و سایر متهمان بازداشت شده به رسانه‌ها راه نیافت تا آن‌که آخرین روزهای خرداد ۷۸ اخباری از برخی از بازداشت شدگانی که سمت‌هایی در حد مدیرکل را در وزارت اطلاعات بر عهده داشتند در برخی از روزنامه‌ها انتشار یافت. رئیس وقت سازمان قضایی نیروهای مسلح او را یکی از چهار عامل اصلی قتل‌های زنجیره‌ای معرفی کرد و گفت: «عاملان اصلی با توجه به تحقیقات انجام گرفته مصطفی کاظمی، مهرداد عالیخانی، سام نیک طاها، خسرو براتی و سعید امامی هستند.»

#### بازجویی و اعترافات سعید امامی
سعید امامی در اعترافات خود اشاره می‌کند که جمعا بر قتل ۳۵۰ نفر در طی چهارده سال نظارت داشتن و شمار اندکی را با دست خود از بین برده است.
در اسناد بازجویی سعید امامی که بعداً منتشر شد آمده‌است: «من از آغاز انقلاب تا به امروز سرباز گوش به فرمان نظام مقدس اسلامی و مقام ولایت بوده و هستم، هیچگاه بدون کسب اجازه یا بدون دستور مقامات عالی نظام کاری انجام نداده‌ام. حکم اعدام داریوش فروهر و پروانه اسکندری را به روال معمول همیشگی حجت‌الاسلام علی فلاحیان به من داد. احکام اعدام سایر محاربان قبلاً در زمان وزارت فلاحیان صادر شده بود. از مدت‌ها پیش قرار بر این بود که عوامل مؤثر فرهنگی وابسته که توطئه تهاجم فرهنگی را در ایران پیاده می‌کردند و جمعاً صد نفر بودند اعدام شوند. حکم حذف ۲۹ نفر از نویسندگان از مدت‌ها پیش مشخص و احکام قبلاً صادر شده بود که در مورد ۷ تن از آن عناصر احکام در دوره وزارت علی فلاحیان اجرا شده بود. وقتی حکم اعدام فروهر به ما ابلاغ شد پرسیدیم که تکلیف احکام معطل مانده اعضای کانون نویسندگان چه می‌شود که حاج آقا قربانعلی دری نجف‌آبادی نیز گفتند هرچه سریع‌تر اقدام شود بهتر است و این بار نیز مثل ماقبل انجام شد با فرق اینکه به جای ابلاغ از سوی فلاحیان امور از طریق دری نجف‌آبادی هماهنگ می‌شد. فلاحیان با وجود آنکه خود حاکم شرع بود، اما معمولاً و در موارد حساس احکام حذف محاربان را شخصاً صادر نمی‌کرد. او این احکام را از عزیزالله خوشوقت، محمدتقی مصباح یزدی، ابوالقاسم خزعلی، احمد جنتی و گاهی نیز از غلامحسین محسنی اژه‌ای دریافت می‌کرد و بدست ما می‌داد. ما فقط به آقایان اخبار و اطلاعات می‌رساندیم و بعد هم منتظر دستور می‌ماندیم».

#### مرگ مشکوک
۳۰ خرداد ۷۸، «مرگ مبهم» سعید امامی در بیمارستان لقمان تهران توسط روزنامه کیهان منتشر شد. کیهان نوشت که او مشکوک به ارتباط با «بیگانگان» بوده‌است.
روز بعد دادستان وقت مجتمع قضایی نیروهای مسلح، محمد نیازی، این خبر را تأیید و طی اطلاعیه‌ای اعلام کرد سعید امامی، که بالاترین عضو و مسئول اصلی «قتل‌های خودسرانه» معرفی شده بود، در زندان اوین و با خوردن داروی نظافت خودکشی کرده‌است. نیازی کمترین مجازات سعید امامی را اعدام اعلام کرد و گفت: «با توجه به مدارک موجود و اعتراف‌های صریح سعید امامی، وی هیچ گونه راه فراری نداشت و اگر با این اتهامات به دادگاه می‌رفت حکم او اعدام بود.»
اما از آن‌جا که خوردن داروی نظافت (واجبی)، معمولاً به مرگ شخص مسموم منجر نمی‌شود و هیچ مطلبی از اعترافات و بازجویی‌های امامی در دسترس عموم قرار داده نشد، این خودکشی مشکوک به نظر می‌رسید. روزنامه همشهری نوشت که روز پنج‌شنبه ۲۷ خرداد، پزشکان بیمارستان لقمان حال امامی را خوب توصیف کرده و برای او اجازهٔ مرخصی صادر کرده بودند. اما در حالی‌که برای اطمینان، خواسته بودند که او دو ساعت دیگر هم در بیمارستان بماند، بر اثر ایست قلبی و در فاصلهٔ همان دو ساعت، امامی از دنیا رفته بود.
بسیاری احتمال دادند که او برای جلوگیری از افشای بسیاری از مسائل مربوط به وزارت اطلاعات و ارتباط آن با قتل‌ها، در زندان کشته شده‌است. عبدالله ناصری مشاور وقت خاتمی می‌گوید که «ماجرای قتل‌های زنجیره‌ای عواملی داشت که در رأسش سعید امامی بود و آقای کاظمی -مدیرکل امنیت داخلی وزارت اطلاعات- و چند نفر دیگر که در پشت پردهٔ پروژهٔ قتل‌های زنجیره‌ای بودند. یکی از چهره‌های عملیات داخلی وزارت اطلاعات به نام «ج. الف»، که در واقع به عبارتی رأس قصه بود، وقتی با پیگیری‌های آقای خاتمی در زمرهٔ اخراج شدگان قرار، توسط یکی از نهادهای بالادستی تحت حفاظت و مصونیت قرار گرفت و بعد که با پیگیری‌های آقای خاتمی پروندهٔ قتل‌های زنجیره‌ای به جریان افتاد و عملاً روند رسیدگی شروع شد، این فرد مدیر اصلی پروژهٔ رسیدگی به پروندهٔ قتل‌ها شد؛ یعنی آقای «ج. الف» که عنصر اصلی و استراتژیک اطلاعاتی بود، رفت و در آن نهاد مورد حمایت قرار گرفت و شد سربازجوی اصلی پروندهٔ قتل‌های زنجیره‌ای. ظن بسیار قوی بر این است که ایشان موجبات خودکشی اجباری و مرگ آقای سعید امامی را طراحی کرد؛ ظاهراً در بازجویی‌های اولیه، سعید امامی برخی مسائل را بیان کرده بود و از ترس اینکه مبادا اطلاعات آقای امامی به بیرون درز کند، او را در زندان با عنوان اینکه داروی نظافت خورده، به قتل رساندند.»
برخی دوستان سعید امامی از جمله روح‌الله حسینیان که قتل‌ها را به گردن اصلاح‌طلبان می‌اندازند و معتقدند سعید امامی بی‌گناه بوده ادعا کردند که «سعید امامی کشته شد تا طراحی قتل‌ها را به گردن او بیندازند.» او می‌گوید که در پاسخ به مسئول پرونده سعید امامی دربارهٔ مرگ با واجبی گفته‌است که «گفتم آخه باباجون، آخه ما خودمان یک زمان قاتل بودیم، یک زمانی زندان‌بان بودیم. تاکنون صدها نفر واجبی خوردند و نمردند.» بسیاری از اصلاح‌طلبان نیز مدعی شدند سعید امامی کشته شد تا آمران اصلی قتل‌های زنجیره‌ای معرفی نشوند.
عبدالله شهبازی ادعا می‌کند که علی خامنه‌ای، در شنبه اوّل تیر ۱۳۷۸، در جلسه‌ای خصوصی با حضور سران سه قوه و دیگر مقامات کشور، طی تحلیلی، عاملین شناخته‌شدهٔ قتل را کارگزار یک سرویس خارجی مطرح کرد و با توجه به جنجال‌ها بر سر قتل سعید امامی در پاسخ به خاتمی گفت (نقل قول از شهبازی): «احتمال دارد به او برسانند که خودت خودکشی کن تا تو را به بیمارستان برسانند و ما ترتیب نجات تو را می‌دهیم بعد آنجا او را بکشند. این احتمال را اگر ضعیف هم باشد نباید نادیده بگیرند.» کیهان همچنین به نقل از رئیس سازمان قضائی نیروهای مسلح نوشت که «بر اساس شواهد و قراین، سعید امامی، هنگامی که موضوع هدایت و دخالت بیگانگان در قتل‌های مشکوک تهران مشخص شد و معلوم شد وی یکی از عوامل اصلی این دسیسه بزرگ بوده‌است، اقدام به خودکشی کرد».
با اعلام مرگ وی، خانواده و هم‌فکران سعید امامی او را «شهید» نامیده و اعلام کردند که وی در زندان اوین «قربانی» شده و به قتل رسیده‌است. در مراسم ختم سعید امامی، حدود ۴۰۰ نفر از جمله روح‌الله حسینیان شرکت کردند.

#### پخش شدن فیلم اعترافات همسر و همکاران سعید امامی علیه او
در آن زمان بخش مهمی از حاکمیت ادعا می‌کردند که قتل‌های زنجیره ای به وسیله «استکبار» و «دشمن» انجام شده‌است. از جمله در ۲۴ آذرماه ۱۳۷۷، سید علی خامنه‌ای، طی سخنرانی اظهار داشت که «تردیدی نیست که در این پیگیری، دخالت مستقیم یا غیرمستقیم دشمن در این حوادث آشکار خواهد شد.»
پس از مرگ سعید امامی، در بهمن ۱۳۷۸، فیلم اعترافات فهیمه دری نوگورانی و پنج تن دیگر از متهمان قتل‌های زنجیره‌ای با حضور نیازی رئیس سازمان قضایی نیروهای مسلح و عهده‌دار رسیدگی به پرونده قتل‌های زنجیره ای، در جلساتی جداگانه برای خامنه‌ای، سران سه قوه و در جلسه غیر علنی مجلس پنجم، برای نمایندگان پخش شد که عکس‌العمل‌های متفاوتی را دربرداشت. محمد نیازی «قسم جلاله» می‌خورد که اعترافات آنها «قلبی و منطبق بر واقعیت» است و می‌تواند سند محکمی برای حکم باشد. متهمان در این فیلم مدعی همکاری سعید امامی و خودشان با اف‌بی‌آی، سازمان سیا و موساد شده بودند. اما در خرداد ۱۳۸۰، فیلمی سه ساعته از مراحل بازجویی فهیمه دری نوگورانی، همسر سعید امامی و تعدادی دیگر از بازداشت شدگان پرونده قتل‌ها منتشر شد و بخش‌هایی از آن بر روی اینترنت قرار گرفت. این فیلم، حکایت از شکنجه شدید این زندانیان برای اخذ اعترافات عجیب در مورد ضدیت با جمهوری اسلامی، ارتباط با سرویس‌های جاسوسی بیگانه و فسادهای گسترده جنسی داشت. بازجویان با تهدید و ضرب و شتم و نسبت دادن اتهامات اخلاقی و جنسی عجیب، درصدد اثبات ارتباط عاملان اجرایی قتل‌های زنجیره‌ای با بیگانگان و سفر به اسرائیل بودند. در نهایت همسر سعید امامی نه تنها نهایتاً اعتراف می‌کند که عامل موساد و سیا بوده و با چند نفر از مقامات وزارت اطلاعات روابط نامشروع داشته، بلکه وادار می‌شود صحنه‌هایی مشمئزکننده از روابط جنسی گروهی خود با سعید امامی و همکارانش یا اهانت به قرآن در جریان روابط جنسی خیالی را بازگو کند. تهیه‌کنندگان فیلم شکنجه متهمان قتل‌های زنجیره‌ای طی نامه‌ای به رئیس‌جمهور خاتمی در مرداد ۱۳۸۰، تأکید داشتند که بازجویی از متهمان به ویژه متهمان زن دارای صحنه‌های بسیار وحشتناک‌تر بوده که در فیلم موجود نیست.
عبدالله ناصری مشاور وقت خاتمی در این مورد می‌گوید که پس از کشتن سعید امامی «عملاً مسیر پرونده را با آوردن خانم سعید امامی به پرونده و گرفتن اعترافات اجباری عوض کردند که اول و آخر این پرونده بشود سعید امامی و او هم که از بین رفته و زنده نیست. همسرش هم اعترافات اجباری کرد، آن فیلم‌هایی که در فضای مجازی منتشر شد، تمام آن بازجویی‌ها توسط همین آقای «ج. الف» از همسر سعید امامی صورت گرفت.»

#### اتهامات
مطبوعات ایران، امامی را نه تنها در قتل‌های زنجیره‌ای فروهرها، مختاری، پوینده و شریف مسئول دانستند، بلکه از او به عنوان یکی از عوامل قتل‌های دهه ۶۰ و ۷۰ شمسی شامل ترور سعیدی سیرجانی، واقعه ترور میکونوس، ماجرای اتوبوس ارمنستان (عملیات ناموفق به دره افکندن اتوبوس حامل ۲۱ تن از نویسندگان و روشنفکران) و مرگ غیرمنتظره احمد خمینی فرزند روح‌الله خمینی (بنیانگذار جمهوری اسلامی) نام بردند.

## نظر فلاحیان
براساس خبر منتشر شده در ۲۶ تیر ماه ۱۳۹۶ علی فلاحیان وزیر اطلاعات دوره سازندگی در مصاحبه‌ای به ماجرای سعید امامی که از معاونین وی در زمان وزارتش بود نیز اشاره کرد و در پاسخ به سئوالاتی در این باره گفت: «... آقای سعید امامی پیش از من هم مدیر بود…» وی در پاسخ به سئوالی که سعید امامی را مدیری خوب و یک اطلاعاتی مظلوم، قوی و خدوم معرفی کرده بود، ضمن تأیید این صفات در ادامه سخنانش گفت که «به همین دلیل است که من گفتم خودش را نکشته دیگر. دفاع من (از وی) به خاطر همین بود…».

## نظر عبدالله شهبازی
اما عبدالله شهبازی پژوهش‌گر، ضمن محکوم کردن نظر اصلاح‌طلبان و حسینیان معتقد است سعید امامی به همراه دیگر متهمین به هیچ جناحی وابستگی حقیقی نداشته بلکه او از عوامل سابق ساواک در ایران و اف‌بی‌آی در آمریکا بوده که در دوره انقلاب اسلامی از یک سازمان دانشجویی کمونیستی در آمریکا خارج و وارد انجمن اسلامی دانشجویان ایرانی آمریکا می‌شود تا بتواند با تظاهر به مذهب بعداً به عنوان نفوذی سرویس‌های جاسوسی غربی در انقلاب اسلامی عمل کند. او همچنین معتقد است حادثهٔ ترور میکونوس نیز با طراحی او و با هدف جلوگیری از عادی‌سازی روابط ایران با دولت آلمان و حزب دموکرات کردستان انجام شده‌است.
در مقابل اکبر خوش‌کوش، دوست امامی، این روایت شهبازی را داستان سرایی می‌خواند و می‌گوید که شهبازی «برای سرپوش گذاشتن به روی جنایت و شکنجهٔ بعضی از مدیران وزارت اطلاعات که دستگیر شده بودند شروع کرد یک کیس بنام اسراییل و بهایت درست کردن و انحراف از قتل‌های زنجیره‌ای را داستان‌های فروانی سرودن و عاملین شکنجه و قتل‌ها را تبرئه و شکنجه شده‌ها را عامل اسراییل و به بهایت چسباند.» او همچین شهبازی را از منابع و مخبر وزارت اطلاعات می‌خواند که با حسین شریعتمداری همکاری می‌کند.